# مديرية الشعيب

تعديل مصدري - تعديل

مديرية الشعيب أحد مديريات محافظة الضالع في جنوب اليمن، مساحتها 338 كم. بلغ عدد سكانها 38261 نسمة عام 2004. مركز هذه المديرية مدينة العوابل.

موقع مديرية الشعيب في محافظة الضالع

## الموقع
تقع مديرية الشعيب على هضبة يتراوح ارتفاعها بين 3000 و3500 قدم في الشمال الغربي لعدن، وتبعد عنها بمسافة 140 ميلا، وتحادي الشعيب اليمن الشمالي (سابقاً) من الجهتين الشمالية والغربية، ويافع من الجهة الشرقية، والضالع وحالمين من الجهة الجنوبية. ومن أهم قراها: العوابل (عاصمة المديرية) المضو قلعة الصمود، حوف، لصبور،المشارع اقذيذ. القزعة، بخال، مكلان، الرباط والقهرة، الشرف، المشارع، جباب، الجعافر، لنجود، ارضه، لقروع، صبر، الصرحة، القمعة، بني مسلم، لودية، جبل القضاة، راغب الرحبة (ال نعم.) تتمتع مديرية الشعيب بطقس بارد لارتفاعها عن سطح البحر.المضو